# Кімберлі Лоайса
Кімберлі Лоайса (нар. 12 грудня 1997) — мексиканська інтернет-знаменитість та співачка. У 2016 році почала свою кар’єру на YouTube. Станом на 2024 рік має у TikTok 80,9 млн підписників, що робить її сьомою за кількістю підписників на платформі.

## Кар'єра
Кімберлі Лоайса створила свій обліковий запис у Twitter, коли їй було чотирнадцять років. Через п’ять років, у 2016 році, вона почала вести відеоблог на YouTube зі своїм першим відео від 15 листопада 2016 року. Згодом вона поїхала до Колумбії, де зробила операцію з ринопластики.  Лоайса на початку кар'єри знімала відео про макіяж, уроки зі створення зачісок та інші ролики зі сфери краси. 
У 2019 році Лоайса почала музичну кар’єру та випустила свій перший сингл Enamorarme. У 2020 році Лоайса запустила лінію одягу, відкрила власну телефонну компанію, побила рекорд за кількістю підписників на YouTube серед іспаномовних людей і співпрацювала з іншими знаменитостями в соціальних мережах, зокрема з Джеймсом Чарльзом.

## Особисте життя
З 2012 року Лоайса перебуває у стосунках з Хуаном де Діосом Пантоха. Після шести років стосунків вони оголосили про народження доньки, яку назвали Кіма. У 2020 році Лоайса розповіла, що вийшла заміж за Хуана де Діоса Пантоха. Згодом у них народилась друга дитина.
У 2021 році Хуан де Діос Пантоха, з’явився на відео, де він нібито займався сексом з іншою жінкою. Скандал посилився, коли мексиканська ютуберка Лізбет Родрігес заявила про докази невірності Хуана з Кевіном Ачутегі, другом Лоайси, який був особистим фотографом обох ютуберів. Хуан попросив вибачення перед Лоайсою, яка прийняла їх, і вони продовжили свої стосунки.